# Umiliazione erotica

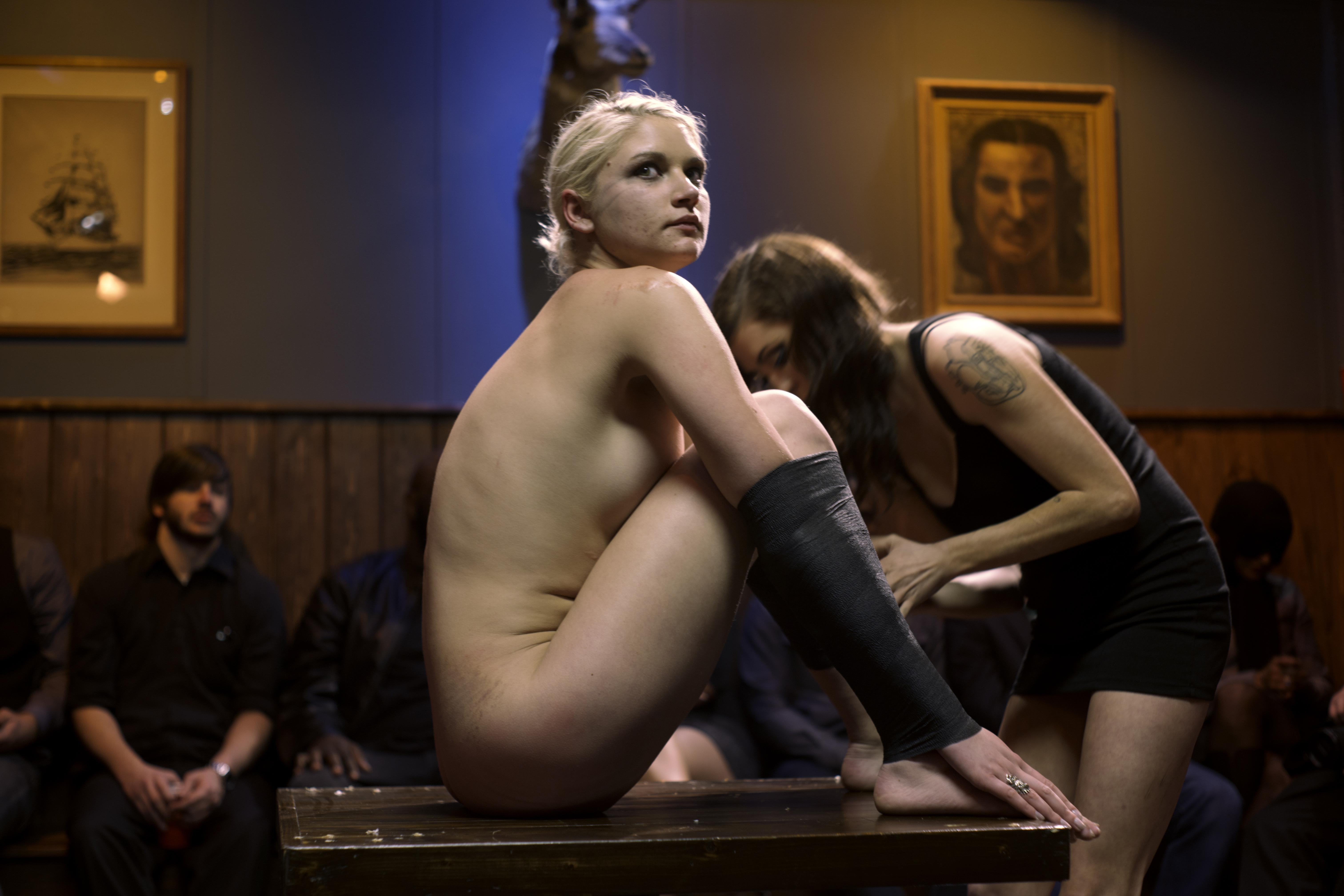
Umiliazione pubblica di una donna.

L'umiliazione erotica consiste nell'uso consensuale, sia psicologico/verbale che fisico, dell'umiliazione a scopo di eccitazione sessuale della persona che viene svilita o di quella umiliante; può essere parte di qualche pratica inclusa nel BDSM oppure realizzata all'interno di qualche altro gioco di ruolo sessuale, può infine avvenire sia in pubblico che in privato. Se svolto in un contesto pubblico può associarsi all'esibizionismo.
L'umiliazione erotica non dev'essere necessariamente di natura sessuale, in quanto sono le sensazioni derivate da essa che vengono ricercate, indipendentemente dalla natura dell'attività; queste sono di solito il sentimento di sottomissione per a persona che viene umiliata e un sentimento di dominio per chi invece attua l'umiliazione. Spesso può entrare a far parte di un rituale e venire facilmente effettuata anche su lunghe distanze, ad esempio online.
L'umiliazione erotica è poi un esempio della dinamicità esistente in un rapporto di dominazione-sottomissione o di Total Power Exchange: ad esempio, in un'attività come lo spanking l'effetto ricercato è principalmente il sentimento umiliante che ne deriva, l'attività specifica è solamente un mezzo per aggiungere tal fine.
Mentre la fascinazione scaturita dall'umiliazione erotica è parte rilevante nel sadomasochismo, relativamente poco è stato scritto su di essa. In certi casi diventa abbastanza estrema da essere considerata una forma di edgeplay, in tal caso si ritiene possa esser meglio affrontata anticipando una negoziazione riguardante i limiti che si possono raggiungere e l'utilizzo di una safeword.

## Contesto e terminologia
La persona che viene umiliata viene spesso denominata Bottom, mentre quella che umilia è spesso chiamata Top (Master o Mistress). L'umiliazione può comprendere il feticismo del piede e il retifismo, il bondage e la maggior parte degli stili BDSM; può anche essere, per un determinato periodo di tempo una "scena" o aspetto costante di un rapporto: a volte costituisce uno dei preliminari sessuali.
L'umiliazione non è intrinseca all'atto o all'oggetto; piuttosto, è semioticamente rafforzata dall'atteggiamento condiviso dei soggetti coinvolti: essi investono atti specifici, oggetti o parti del corpo per ampliare l'aspetto umiliante della relazione.

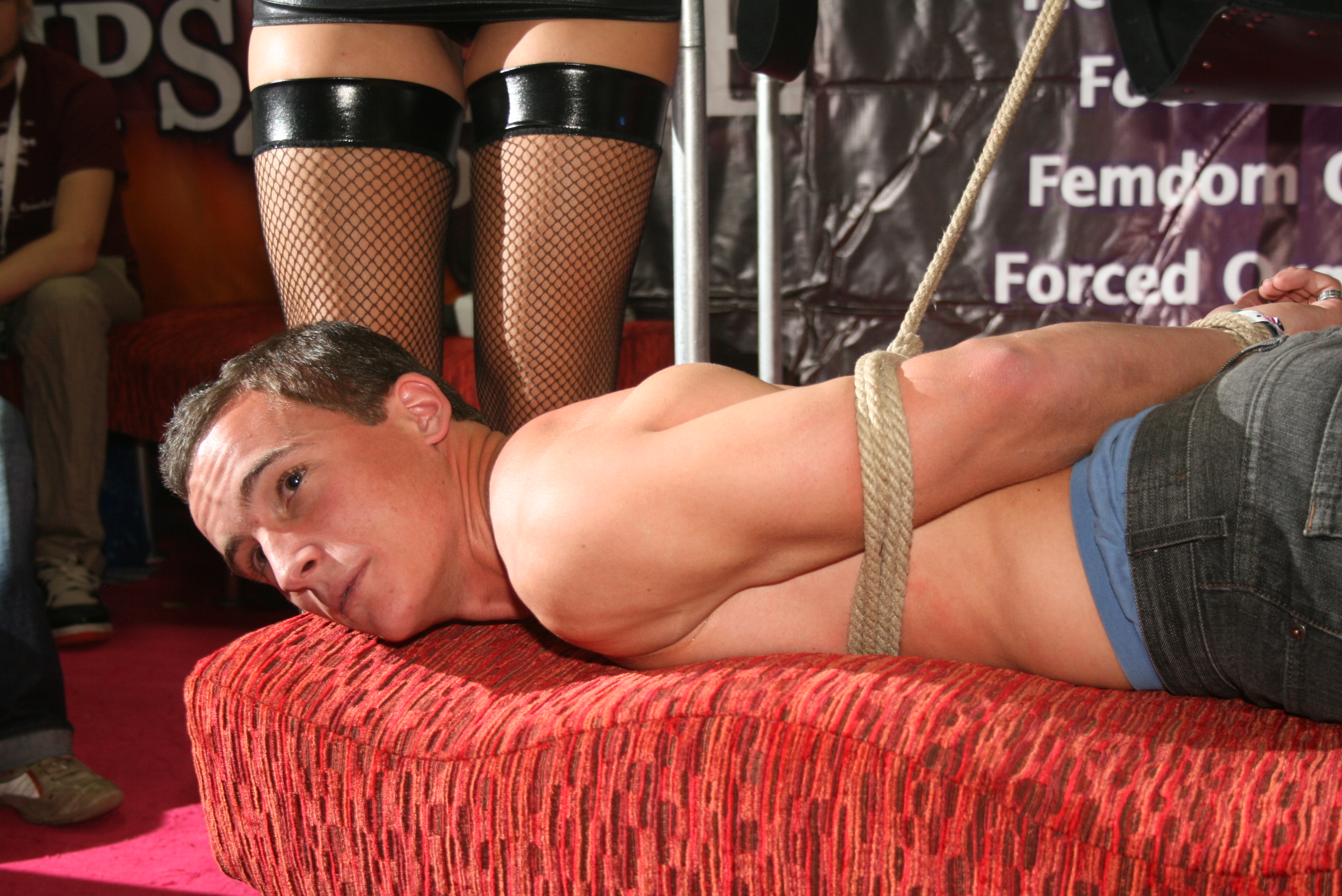
Umiliazione pubblica di un uomo.

## Metodi di umiliazione
Sono molti gli scenari che possono dar luogo a umiliazioni erotiche: alcuni possono esser basati su abusi verbali (insulto), altri su aspetti fisici. Il pony-play è uno dei più usati; l'ingiuria, lo scherno e la derisione, l'obbligo all'adulazione ed il trattare come bambini da rimproverare e punire sono alcuni degli altri modi usati. Per alcuni possono anche essere un modo per superare l'inibizione sessuale.
L'ass worship, lo spanking, il caning e altri tipi di punizione corporale rientrano tra le umiliazioni erotiche che coinvolgono la persona fisica; il cock and ball torture e la femminilizzazione, la negazione dell'orgasmo (compreso l'uso di una cintura di castità), indossare segni esteriori indicanti la sottomissione a cui è sottoposto il soggetto (ad esempio un collare), l'essere trattati come meri oggetti sessuali o "poggiapiedi", l'esser costretti ad assistere o partecipare ad un cuckold, subire un bukkake ed infine venire obbligati alla masturbazione in modo degradante sono altre maniere di umiliazione fisica.
I sentimenti di umiliazione sono fondamentali poi per molti di coloro che s'impegnano nella klismaphilia (o clismafilia).

## Psicologia
L'umiliazione, in generale, stimola le stesse regioni del cervello che sono associati con il dolore fisico. La fantasia sessuale relativa all'umiliazione erotica, alcuni giochi di ruolo sessuali come il pony-play e l'ageplay sono modi feticistici che si riconducono al sentimento di umiliazione e al piacere che da questa ne deriva, ma anche la fantasia di stupro può esserlo.

## Umiliazione online
L'umiliazione online è il desiderio di essere visto in un contesto sessuale imbarazzante su Internet: questa pratica permette al sottomesso di cercare partner fetish da tutto il mondo, mantenendo nel contempo la sicurezza data dall'anonimato.